# Palazzo Castrucci
Il palazzo Castrucci è un edificio storico della città di Alvito, in provincia di Frosinone, costruito alla fine del XVII secolo, ma più volte rimaneggiato. Prende il nome da una delle famiglie Castrucci presenti nella cittadina ducale.

## Architettura
Il palazzo si trova sul corso superiore di Alvito, sulla strada che conduce al Castello di Alvito,
alla confluenza con strada maggiore. L'edificio è stato realizzato nel tardo Settecento, ma è
stato lungamente rimaneggiato nel tempo, finendo col perdere la fisionomia originale. 
L'odierna veste rimonta alla fine dell'Ottocento, con interventi successivi, in particolare ai primi anni 
del XX secolo, in coincidenza con la realizzazione del Corso Silvio Castrucci. 
L'ala più antica, celata sulla destra rispetto alla facciata principale, è caratterizzata dalla presenza di una torre
con finestre a bifora, e l'ingresso sormontato dallo stemma del casato. Tale elemento architettonico è stato realizzato mediante riuso dei materiali provenienti dal castello Cantelmo, che nel corso del XIX secolo appartenne alla stessa famiglia
proprietaria dell'omonimo palazzo.

## Bibliografia

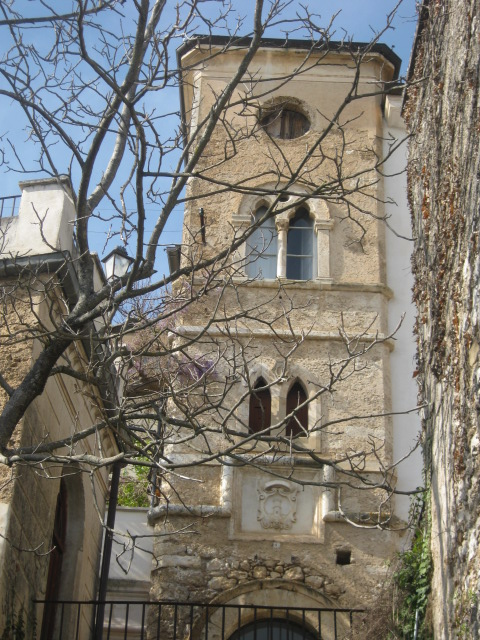
Torre di Palazzo Castrucci